# LGBT práva v Guatemale

LGBT mapa Guatemaly

Lesby, gayové, bisexuálové a transsexuálové (LGBT) se v Guatemale mohou setkávat s právními komplikacemi neznámými pro zbytek obyvatelstva. Mužská i ženská stejnopohlavní aktivita je zde legální.
Nicméně osobám majícím jinou sexuální orientaci nebo genderovou identitu není garantovaná žádná přímá ochrana před diskriminací a stejnopohlavní páry žijící ve společné domácnosti nemají rovný přístup ke stejné právní protekci jako různopohlavní manželské páry.

## LGBT problematika v Guatemale

### Zákony týkající se stejnopohlavní sexuální aktivity
Stejnopohlavní sexuální styk konaný mezi dospělými osobami, bez úplaty, v soukromí a za vzájemného souhlasu je v Guatemale legální od roku 1871. Trestnost homosexuality byla zavedena po španělské kolonizaci roku 1524 a ačkoli nadvláda Španělska nad Guatemalou skončila v roce 1821, stále si udržovala silnou pozici katolická církev. V roce 1871 však byla nastartována změna státního systému, Guatemala opustila někdejší koloniální pořádky a nahradila je liberálními francouzskými koncepty. Součástí této změny bylo i odtrestnění stejnopohlavních styků.
Minimální legální věk je stanoven pro stejnopohlavní stejně jako pro různopohlavní styk na 18 let.

### Stejnopohlavní soužití
Země dosud neumožnila uzavírat homosexuálním párům manželství a ani nepřijala žádnou jinou právní instituci, jakou je například registrované partnerství nebo neregistrované soužití.
Podle průzkumu Cid-Gallup provedeného v červenci 2010 bylo 85 % zdejších obyvatel proti stejnopohlavnímu manželství, zatímco 12 % jej podporovalo a 3 % byla nerozhodnutá.

## Právní ochrana
Guatemalské zákony nezakazují diskriminaci na základě sexuální orientace nebo genderové identity v oblastech veřejného života jako jsou zaměstnání, vzdělávání, bydlení, zdravotní péče, bankovnictví a další veřejné služby (hostinská činnost, kinematografie atd.).

### Sociální podmínky
Ačkoliv je tu homosexuální styk legální od r. 1871, tak negativní společenské postoje k sexuálním menšinám u guatemalského obyvatelstva stále přetrvávají a harašment, jakož i vraždy z nenávisti, mířený proti LGBT lidem není neobvyklý. První gay bar byl založen r. 1976 jako první a jediný v Guatemale. Byl však v provozu pouze do konce 90. let.
Většina Guatemalců je věřících a hlásí se buď ke katolické, protestantsky fundamentalistické nebo východní pravoslavné církvi, což má za následek silně zakořeněné sociálně konzervativní postoje, v nichž je zahrnuto i nahlížení na homosexualitu a crossdressing jako na amorální jevy.
Sociálně konzervativní křesťanské postoje se vyskytují i ve vrcholné politice. Národní strana naděje, sociálně-demokratická křestansky-konzervativní strana a Strana Patriotů, vládnoucí strany, jsou konzervativní. Ostatní strany, ačkoliv jsou levicové a liberální, všeobecně ignorují problematiku LGBT práv.
I přesto přese všechno je LGBT komunita brána na vědomí od začátku 90. let a demonstrace za mír, lidská práva a LGBT práva tu jsou ne běžném pořádku.
V r. 1993 byla založená OASIS (Organization to Support an Integral Sexuality in the Face of AIDS) jako nevládní příspěvková organizace poskytující zdravotnickou osvětu ohledně HIV/AIDS LGBT komunitě. Konec občanské války v r. 1996 a následné nastolení demokracie umožnila založení OASIS.

## Životní podmínky
| Legální stejnopohlavní styk                                                              | (1871) |
| Stejný věk legální způsobilosti k pohlavnímu styku pro obě orientace                     | Ano    |
| Antidiskriminační zákony v zaměstnání                                                    | Ne     |
| Antidiskriminační zákony ve službách a v obchodu                                         | Ne     |
| Antidiskriminační zákony v ostatních oblastech (nepřímá diskriminace, homofobní projevy) | Ne     |
| Stejnopohlavní manželství                                                                | Ne     |
| Stejnopohlavní soužití                                                                   | Ne     |
| Adopce dítěte stejnopohlavního partnera                                                  | Ne     |
| Společná adopce                                                                          | Ne     |
| Gayové a lesby smějí otevřeně sloužit v armádě                                           |        |
| Možnost změny pohlaví                                                                    | Ano    |
| Možnost umělého oplodnění pro lesbické ženy                                              |        |
| Možnost náhradního mateřství                                                             |        |